# Institutul de Cercetări pentru Acoperiri Avansate
Institutul de Cercetări pentru Acoperiri Avansate (ICAA) București, fost Institutul de Cercetări pentru Protecții Anticorozive Lacuri și Vopsele (ICEPALV) este un institut de cercetare din România, înființat în anul 1952.
Din anul 1990 ICEPALV a devenit societate comercială.
În aprilie 2007 institutul a fost privatizat, costul trecerii din proprietatea AVAS în proprietate privată fiind de 2,2 milioane euro.
Din anul 2008 ICEPALV și-a schimbat numele în Institutul de Cercetări pentru Acoperiri Avansate - ICAA.